# Barrett XM500
Barrett XM500 là súng bắn tỉa công phá bán tự động có cơ chế nạp đạn bằng khí nén được thiết kế bởi Barrett Firearms Company. Nó có hộp đạn rời 10 viên gắn phía sau cò súng theo thiết kế bullpup.
Nó được phát triển từ khẩu Barrett M82 sử dụng loại đạn 12,7 × 99 mm NATO (.50 BMG). Barrett XM500 dự định sẽ là một mẫu nhẹ, nhỏ gọn hơn để có thể thay thế cho Barrett M82.Cũng giống như mẫu trước nó có một bộ phận tháo lắp dùng để gắn chân chống và phía trên thân súng có thanh răng để gắn các loại ống ngắm.